# جيمس ماثيسون (سياسي)
جيمس ماثيسون (بالإنجليزية: James Matheson) (ولد في 17 نوفمبر 1796 – توفي في 27 مايو 1878) هو تاجر وسياسي إسكتلندي، يُعرف بأنه شارك في تأسيس شركة التجارة الشهيرة جاردين ماثيسون (Jardine Matheson & Co) عام 1832 مع ويليام جاردين.

## الحياة المبكرة
ولد ماثيسون في لودريان، اسكتلندا، وتلقى تعليمه في جامعة إدنبرة.

## جاردين ماثيسون وشركة تجارة الأفيون
في عام 1832، أسس جيمس ماثيسون شركة "جاردين ماثيسون" مع شريكه ويليام جاردين في كانتون (التي تُعرف اليوم باسم قوانغتشو). أصبحت الشركة واحدة من الشركات الأوروبية الرائدة في الصين، وقد اشتهرت بتجارتها في الأفيون، والتي ساهمت في اندلاع حرب الأفيون الأولى (1839–1842). بعد انسحاب جاردين من الصين، تولى ماثيسون قيادة الشركة، وأدار عملياتها من هونغ كونغ.

## الحياة السياسية
بعد عودته إلى بريطانيا، شغل ماثيسون منصب نائب في البرلمان البريطاني عن دائرة روس وكرومارتي من عام 1852 إلى 1868، حيث كان ينتمي إلى الحزب الليبرالي.

## جزيرة لويس
في عام 1844، اشترى ماثيسون جزيرة لويس في الهبرديس الخارجية من عائلة ماكنزي، مقابل 190,000 جنيه إسترليني. بدأ ماثيسون مجموعة من مشاريع التنمية هناك، بما في ذلك تحسين البنية التحتية، وبناء الطرق، وتنظيم عمليات الهجرة إلى كندا. كما شيد قلعة لويس كمقر إقامته.

## وفاته
توفي جيمس ماثيسون في 27 مايو 1878 في أشاستل، جزيرة لويس.